# Bradfords lov
Spredningslov, der beskriver hvordan emner er distribueret i informationskilder, fx hvordan artikler om et bestemt emne er distribueret i de videnskabelige tidsskrifter. Ifølge Bradfords lov fordeler antallet af tidsskrifter, der producerer samme antal artikler sig i forholdet 1:n:n² (eller n0:n1:n² . . . , fx 1:4:16).
Samuel C. Bradford (1878-1948) var bibliotekar ved Science Museum i London. Bradfords lov blev første gang publiceret i 1934 på basis af tidsskrifter i geofysik og anses sammen med Zipfs lov og Lotkas lov for de tre vigtigste bibliometriske love.

## Uddybning
Bradford formulerede sin lov i såvel en grafisk som en matematisk model, og det er siden påvist at de to modeller ikke er ækvivalente. Den nøjagtige matematiske formulering af Bradfords lov har været genstand for megen senere forskning. Der har også været mange forsøg på et generalisere loven.
Ifølge Bradfords lov er dokumenter om et givent emne distribueret efter en bestemt matematisk funktion, således at en lineær vækst i antallet af dokumenter kræver en geometrisk vækst i antallet af nødvendige tidsskrifter/informationskilder. Hvis man rangordner tidsskrifter efter antal dokumenter om et emne, kan man inddele tidsskrifterne i grupper (Bradford zoner), der rummer omtrent samme antal artikler om emnet. Ifølge Bradfords lov fordeler antallet af tidsskrifter, der producerer samme antal artikler sig i forholdet 1:n:n², hvor n kaldes the Bradford multiplier.
Forklaret med ord siger Bradfords lov at en lille kerne af tidsskrifter kan have ligeså mange artikler om et emne som et meget større antal tidsskrifter, n, som igen har lige så mange artikler om emnet som n² tidsskrifter. Dens statistiske fordeling minder så meget om Zipfs lov om ords hyppighed, at den refereres som Bradford-Zipf-fordelingen. De Solla Price beskrev en generel teori om "cumulative advantage processes" og forsøgte hermed at forklare en lang række statistiske fænomener, herunder Bradfords lov.
Garfield (1971) taler om en version, han kalder Garfields lov om koncentration.
Hjørland & Nicolaisen (2005) fandt, at det er uklart hvordan litteraturen om Bradford har forstået og operationaliseret begrebet "emne", og at der er en sammenblanding af forskellige former for spredning, spredningen af ord, begreber og emner i tekster og tekstsamlinger:"
· Spredning af ord. (Engelsk: Lexical scattering)er spredningen af ord i en tekst eller en samling af tekster.
· Spredning af betydninger / begreber (Engelsk: Semantic scattering) er spredningen af begreber i tekster og tekstsamlinger. 
· Emnespredning  (Engelsk: Subject scattering) er spredning af enheder, der er anvendelige i relation til en given opgave eller et givent problem."

## Praktisk anvendelse
Bradfords lov er foreslået anvendt til udvælgelse af især tidsskrifter til biblioteker og databaser. På trods af at metoden omtales i lærebøger m.v. er der ikke i litteraturen præsenteret eksempler på dens faktiske anvendelse til dette formål. En undtagelse er dog udvælgelse af tidsskrifter til citationsdatabaserne, fx Science Citation Index. Her er metoden dog kombineret med andre metoder, så det ikke kan afgøres hvad Bradfordanalysen i sig selv er værd. 
Anvendelsesperspektivet er uddybet i Nicolaisen & Hjørland (2007). For forskellige synspunkter på anvendeligheden se også Lynge & Larsen (2005) og Dam Christensen (2007).